# Reserva estatal Turian-Chay
La reserva estatal Turian-Chay o Turyanchay (en azerí, Türyançay dövlət təbiət qoruğu) es una reserva natural sobre una superficie de 126,3 kilómetros cuadrados en 1958 con el propósito de proteger y restaurar los complejos de bosques áridos en Bozdagh y la prevención de procesos erosivos en las laderas montañosas. La superficie de la reserva se amplió hasta los 225 km² en enero de 2003. En la reserva pueden encontrarse tres tipos de enebros, robles georgianos y granados. También tiene 24 especies de mamíferos, 112 aves, 20 reptiles y 3 anfibios.